# Martin Broszat
Martin Ernst August Broszat [ˈbʀoʃaːtʰ] (* 14. August 1926 in Leipzig; † 14. Oktober 1989 in München) war ein deutscher Historiker. Seine Hauptarbeitsgebiete waren die Sozialgeschichte des „Dritten Reiches“ und die Geschichte des Antisemitismus in Deutschland.

## Leben
Martin Broszat wurde als Sohn des Postinspektors Paul Wilhelm Max Broszat (1884–1961) und dessen Frau Auguste Bertha, geb. Schollbach (1887–1966), in Leipzig geboren. Seine Familie stammte aus Rogainen in Ostpreußen (heute Rogajny, Polen). Er besuchte von 1937 bis zu seinem Abitur 1944 das Königin-Carola-Gymnasium in Leipzig. Broszat war Mitglied der Hitlerjugend in Großdeuben. Am 7. Februar 1944 beantragte er die Aufnahme in die NSDAP und wurde zum 20. April desselben Jahres aufgenommen (Mitgliedsnummer 9.994.096).
Sein 1946 an der Universität Leipzig begonnenes Studium der Geschichte, Germanistik und Philosophie setzte er 1949 an der Universität Köln fort. Dort wurde er 1952 bei Theodor Schieder mit der Arbeit Die antisemitische Bewegung im Wilhelminischen Deutschland zum Dr. phil. promoviert.
1955 ging Broszat als wissenschaftlicher Mitarbeiter an das Institut für Zeitgeschichte in München. Hier redigierte er ab 1960 die Vierteljahrshefte für Zeitgeschichte. 1972 rückte er als Nachfolger von Helmut Krausnick an die Spitze des Instituts, das er bis zu seinem Tod leitete.
Broszat war Honorarprofessor und Gastprofessor an der Universität Konstanz, der Ludwig-Maximilians-Universität München und der Universität Oxford.
Martin Broszat wurde am 20. Oktober 1989 auf dem Münchner Nordfriedhof bestattet.

## Bedeutung
Methodisch gehörte Broszat bei der Interpretation des „Dritten Reiches“ zu den führenden Funktionalisten, die den Weg zum Holocaust nicht als planvolle intentionale Zielerreichung, sondern verursacht durch Radikalisierung im Rahmen selbstgesetzter Sach- und Mobilisierungszwänge der NS-Bürokratie interpretierten (siehe NS-Forschung).
In Der Staat Hitlers (1969) gelang ihm die Darstellung einer umfassenden Strukturgeschichte des Nationalsozialismus. Das von ihm geleitete Forschungsprojekt Bayern in der NS-Zeit ließ bislang kaum erschlossene Bereiche der Alltagswelt aufscheinen. Bereits vor dem Historikerstreit trat er für eine Historisierung des Nationalsozialismus ein. So sprach er sich in dem 1985 erschienenen Essay Plädoyer für eine Historisierung des Nationalsozialismus für eine Normalisierung im Umgang mit der NS-Vergangenheit in der Geschichtswissenschaft aus. Eine Auseinandersetzung damit aus einer vor allem moralisch-wertenden Perspektive, wie es bisher in der Geschichtswissenschaft der Fall gewesen sei, würde einen wissenschaftlich-differenzierten Zugriff auf den Nationalsozialismus erschweren.
Erstrebenswert bei der Erforschung des Nationalsozialismus sei ein Pathos der Nüchternheit. Das ‚Historisierungs’-Plädoyer löste eine Diskussion zwischen Broszat und Saul Friedländer aus, die vordergründig über einen Briefwechsel zwischen den beiden Historikern geführt wurde. Von vornherein zur Veröffentlichung bestimmt, erschien dieser Briefwechsel 1988 in den Vierteljahrsheften für Zeitgeschichte. Saul Friedländer äußerte hierin seine Bedenken gegenüber Broszats Befund einer mangelnden Komplexität der bisherigen wissenschaftlichen Arbeiten, um anschließend nach dessen eigentlichen Motiven der Forderung nach Historisierung zu fragen.
Broszat distanzierte sich von einer Interpretation seiner Thesen als eine Relativierung des Nationalsozialismus. Vielmehr wollte er diese als ein Plädoyer gegen die Verdrängung der Vergangenheit verstanden wissen. Davon ausgehend, dass eine zunehmende Verdrossenheit hinsichtlich der moralischen Bewertung des Nationalsozialismus einsetzen würde, müsse sich das Augenmerk, unter der Berücksichtigung wissenschaftlich-analytischer Methodik, auf den Anspruch der „historischen Einsicht“ auch in diese Epoche richten. Broszat forderte deshalb eine periodenübergreifende Beschäftigung mit dem Nationalsozialismus sowie eine differenziertere Betrachtung der Entwicklungsgeschichte dieser Epoche.
2003 tauchten Erkenntnisse zur NSDAP-Mitgliedschaft Broszats auf. Norbert Frei diskutierte in Die Zeit, ob Broszat seine Mitgliedschaft in der NSDAP bewusst verschwiegen oder von ihr gar nicht gewusst habe. Kritik an Broszat kam 2017 durch den Leiter des Instituts für Zeitgeschichte, Andreas Wirsching, auf, der dessen Objektivitätsverständnis als Anmaßung bewertete, weil jüdische Historiker wie Raul Hilberg von Broszat als subjektiv befangen und vorbelastet diskreditiert wurden. Horst Möller verteidigte Martin Broszat gegen die Kritik von Götz Aly.
Zusammen mit Wolfgang Benz und Hermann Graml gab er die dtv-Reihe Deutsche Geschichte der neuesten Zeit vom 19. Jahrhundert bis zur Gegenwart heraus.

## Ehrungen
- Bundesverdienstkreuz 1. Klasse (18. August 1986)[10]

## Publikationen (Auswahl)
- als Hrsg.: Rudolf Höß: Kommandant in Auschwitz. Autobiographische Aufzeichnungen. Deutsche Verlags-Anstalt, Stuttgart 1958; zuletzt dtv 2008, ISBN 978-3-423-30127-5[11]
- Der Nationalsozialismus. Weltanschauung, Programm und Wirklichkeit. Deutsche Verlags-Anstalt, Stuttgart 1960; 4. Auflage ebenda 1961 (Digitalisat).
- Nationalsozialistische Polenpolitik 1939–1945. Deutsche Verlags-Anstalt, Stuttgart 1961 (Google Books).
- Zweihundert Jahre deutsche Polenpolitik. Ehrenwirth, München 1963.
- Nationalsozialistische Konzentrationslager 1933–1945. In: Anatomie des SS-Staates, Band 2, dtv, München 1965, S. 9–160.
- Der kroatische Ustascha-Staat, 1941–1945. Deutsche Verlags-Anstalt, Stuttgart 1965.
- Der Staat Hitlers. Grundlegung und Entwicklung seiner inneren Verfassung. Deutscher Taschenbuchverlag, München 1969; 12. Auflage ebenda 1989.
- als Hrsg. mit Elke Fröhlich u. a.: Bayern in der NS-Zeit. 6 Bände. München/Wien 1977–1983.
- Die Machtergreifung. Der Aufstieg der NSDAP und die Zerstörung der Weimarer Republik. dtv, München 1984, ISBN 3-423-04516-7.
- Nach Hitler. Der schwierige Umgang mit unserer Geschichte. Beiträge von Martin Broszat. Hrsg. von Hermann Graml und Klaus-Dietmar Henke. Oldenbourg, München 1986, ISBN 3-486-53882-9.
- als Hrsg.: Zäsuren nach 1945. Essays zur Periodisierung der deutschen Nachkriegsgeschichte (= Schriftenreihe der Vierteljahrshefte für Zeitgeschichte. Band 61). Oldenbourg, München 1990.
- als Hrsg. mit Gerhard Braas, Hermann Weber: SBZ-Handbuch. Staatliche Verwaltungen, Parteien, gesellschaftliche Organisationen und ihre Führungskräfte in der Sowjetischen Besatzungszone Deutschlands 1945–1949. Oldenbourg, München 1993 (2. Auflage), ISBN 3-486-55262-7.